# Bell Telephone Company
La Bell Telephone Company è stata una compagnia telefonica degli Stati Uniti d'America, antesignana della American Telephone & Telegraph Company (AT&T).

## Storia

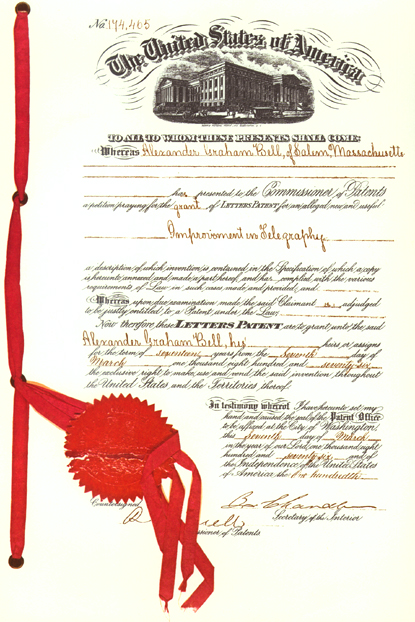
Il brevetto del telefono

### L'accordo del 1875
Nel 1874 venne stabilito verbalmente chi dovessero essere i proprietari dei brevetti che sarebbero stati ottenuti in base alle ricerche effettuate da Alexander Graham Bell e dal suo assistente Thomas Watson.
Il 27 febbraio 1875 l'accordo venne formalizzato con la costituzione di un'entità che gli storici chiamano Bell Patent Association e che era un trust ed una partnership. 
Quote di circa un terzo ciascuna erano inizialmente assegnate a Gardiner Greene Hubbard, avvocato e futuro suocero di Bell; a Thomas Sanders, agiato commerciante di cuoiami e padre di uno degli studenti sordi di Bell e infine allo stesso Alexander Graham Bell. Successivamente venne assegnata una quota di circa il 10% all'assistente tecnico di Bell, Thomas Watson, in sostituzione dello stipendio e per rimborsarlo del suo iniziale contributo finanziario a Bell, quando conducevano insieme gli esperimenti sui telefoni.

### LaBell Telephone Company
Dopo l'ottenimento del brevetto, il 9 luglio 1877 venne costituita a Boston una società per azioni da Gardiner Greene Hubbard, che fondò anche una filiale, la New England Telephone and Telegraph Company per l'esercizio dell'attività telefonica. La società madre, chiamata Bell Telephone Company doveva essere invece la titolare dei brevetti, a partire dal brevetto principale del telefono, il n° 174465, concesso il 7 marzo 1876.
Due giorni dopo la fondazione della società, l'11 luglio, Bell sposò la figlia di Hubbard, Mabel Gardiner Hubbard e le cedette come regalo di nozze 1.487 azioni della società, trattenendone per sé solo dieci. Mabel diede al padre una procura per gestire il pacchetto azionario, rendendolo in questo modo il presidente di fatto della società.
Hubbard e Sanders furono determinanti nello sviluppo dell'impresa. Hubbard, sulla base della sua esperienza come avvocato, decise di impostare il servizio telefonico attraverso la locazione degli apparecchi telefonici, anziché tramite la vendita. Invece Sanders, che era un ricco commerciante di cuoiami, fornì la maggior parte dei finanziamenti sia per le ricerche di Bell, sia per la società.

### L'espansione all'estero

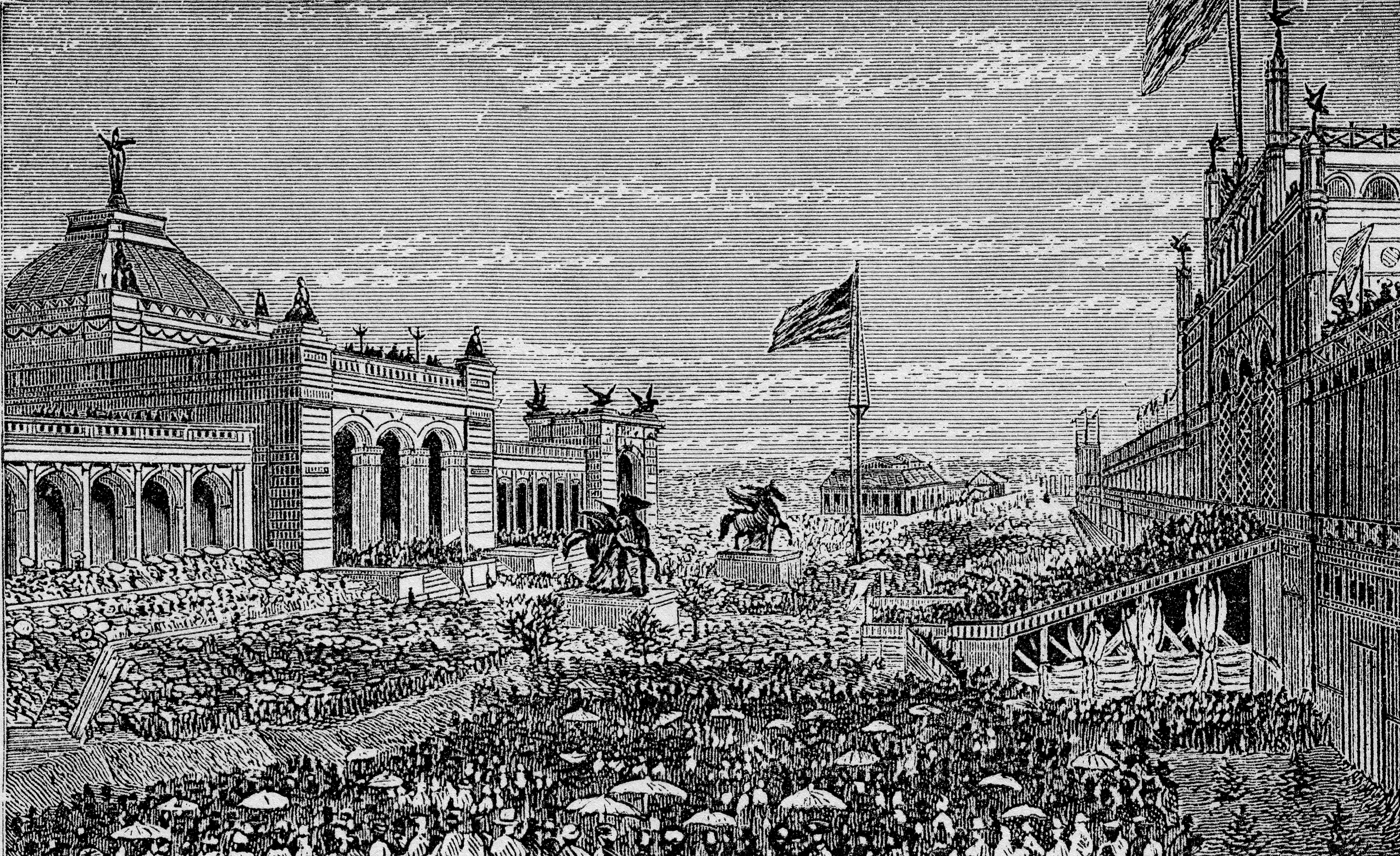
L'esposizione di Filadelfia del 1876

L'Esposizione di Filadelfia del 1876 attirò l'attenzione internazionale sulla nuova invenzione. I membri della giuria l'imperatore Pietro II del Brasile ed il famoso fisico britannico William Thomson, I barone Kelvin caldeggiarono l'invenzione presso il Comitato per i Premi Elettrici, che votò le conferì la medaglia d'oro per l'apparecchio elettrico.
Nel 1879 la Bell Telephone Company si fuse con la New England Telephone and Telegraph Company (fondata il 12 febbraio 1878) per dare vita alla National Bell Telephone Company di Boston.
Sempre nel 1879 Gardiner Hubbard fondò la International Bell Telephone Company con lo scopo di promuovere le vendite dei suoi apparecchi telefonici in Europa. Durante il suo viaggio nel continenete il governo del Belgio gli offrì notevoli incentivi fiscali se avesse fissato nel paese la sede europea.
La International Bell Telephone Company (IBTC) divenne rapidamente una holding da cui dipendevano sia compagnie di esercizio telefonico, sia stabilimenti di produzione di telefoni, che dipendevano principalmente dalla Bell Telephone Manufacturing Company (BTMC), fondata nel 1882 ad Anversa. La BTMC era una joint venture fra la International Bell Telephone Company di New York e la Western Electric di Chicago. La BTMC costituì a sua volta la Compagnie Belge du Téléphone Bell come filiale per l'esercizio telefonico in Belgio, una delle varie compagnie telefoniche allora operanti nella nazione.
Successivamente la BTMC finì sotto il completo controllo della Western Electric, e costituì delle filiali nelle singole nazioni europee, compresa la Russia. 
Dalla sua fondazione la Bell Telephone Company era organizzata con Hubbard come "trustee", benche ne fosse di fatto il presidente, dal momento che controllava anche le azioni della figlia per procura; mentre Thomas Sanders, il principale finanziatore, era il tesoriere della società.
Hubbard era soddisfatto di lasciare la Bell Company ad un altro grande investitore, William Forbes, che entrò nella società come presidente e membro del consiglio di amministrazione nel 1878. Sotto la presidenza di Forbes venne istituito un comitato esecutivo per riorganizzare e gestire l'impresa con dirigenti professionali. La società fu ricapitalizzata e Vail continuò ad essere il direttore esecutivo.

### LaAmerican Bell Telephone Company

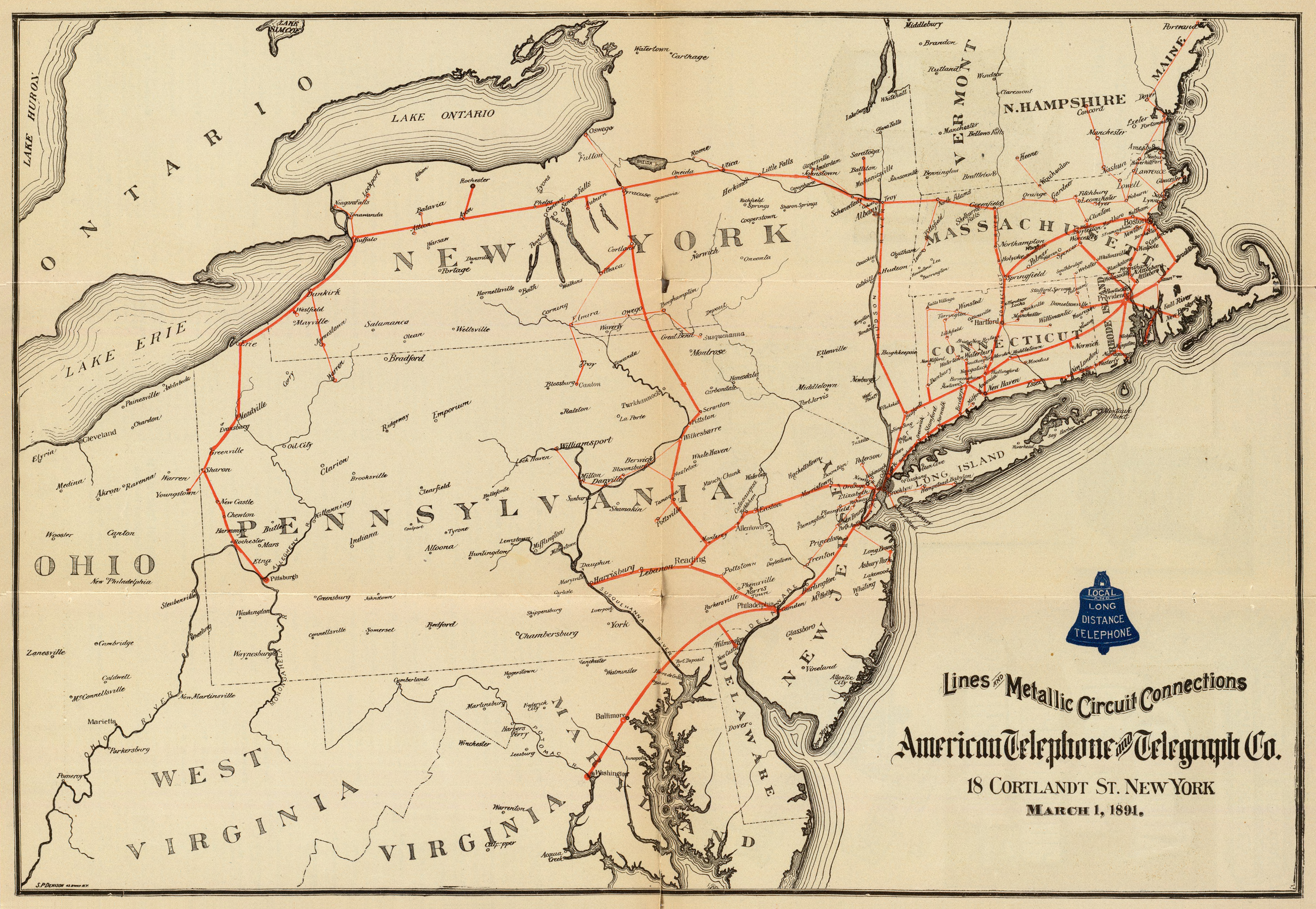
Linee interurbane stese al 1891

Un anno dopo che la National Bell Telephone Company era stata fondata, richiedeva nuovi capitali per mantenere le sue quote di controllo sulle compagnie telefoniche affiliate e per finanziare l'espansione delle infrastrutture telefoniche. Così nel 1880 la National Bell si fuse con la American Speaking Telephone Company per formare la American Bell Telephone Company, anch'essa di Boston, , diretta da Theodore Vail.
La Bell Telephone Company of Canada, filiale canadese del gruppo, venne fondata nello stesso 1880.
Le dieci azioni di Alexander Graham Bell nella Bell Telephone Company vennero convertite in una sola azione della American Bell Telephone Company, e successivamente in due azioni della American Telephone and Telegraph Company.
Sempre nel 1880 la dirigenza della American Bell diede vita a quelle che sarebbero diventate le "AT&T Long Lines". Si trattava del progetto, primo nel suo genere, di realizzare una rete nazionale di collegamenti a lunga distanza e a costi accessibili. A tal fine nel 1885 venne costituita una società apposita, con sede a New York chiamata American Telephone and Telegraph Company. Partendo da New York, la rete telefonica raggiunse Chicago nel 1892.
Entro il 1881 la American Bell ottenne il controllo sulla Western Electric, togliendolo alla Western Union. Perciò la American Bell recuperò il controllo indiretto sulla BTMC.

### Acquisto da parte della AT&T
Il 30 dicembre 1899 i pacchetti di controllo delle filiali della American Bell vennero trasferite alla American Telephone and Telegraph; l'operazione era dovuta al fatto che il diritto societario del Massachusetts imponeva un limite massimo al capitale delle società per azioni, fissato in dieci milioni di dollari, impedendo così alla American Bell un ulteriore sviluppo. Con questo trasferimento di partecipazioni la AT&T divenne la "holding" che controllava sia la American Bell che tutto quello che sarebbe stato in seguito chiamato il Bell System.

## Note

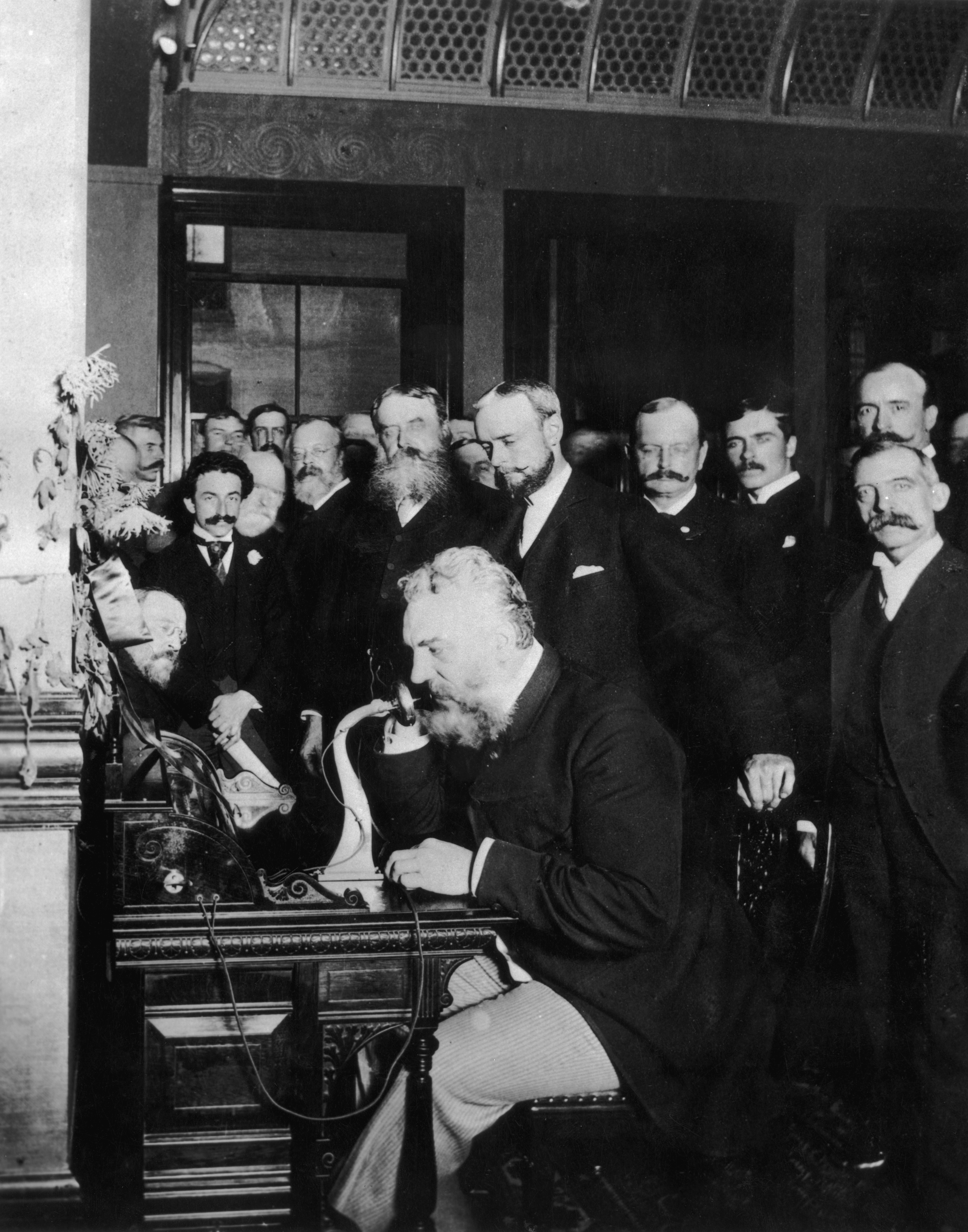
Alexander Graham Bell mentre inaugura il primo collegamento New York-Chicago nel 1892